# Toni Garrn

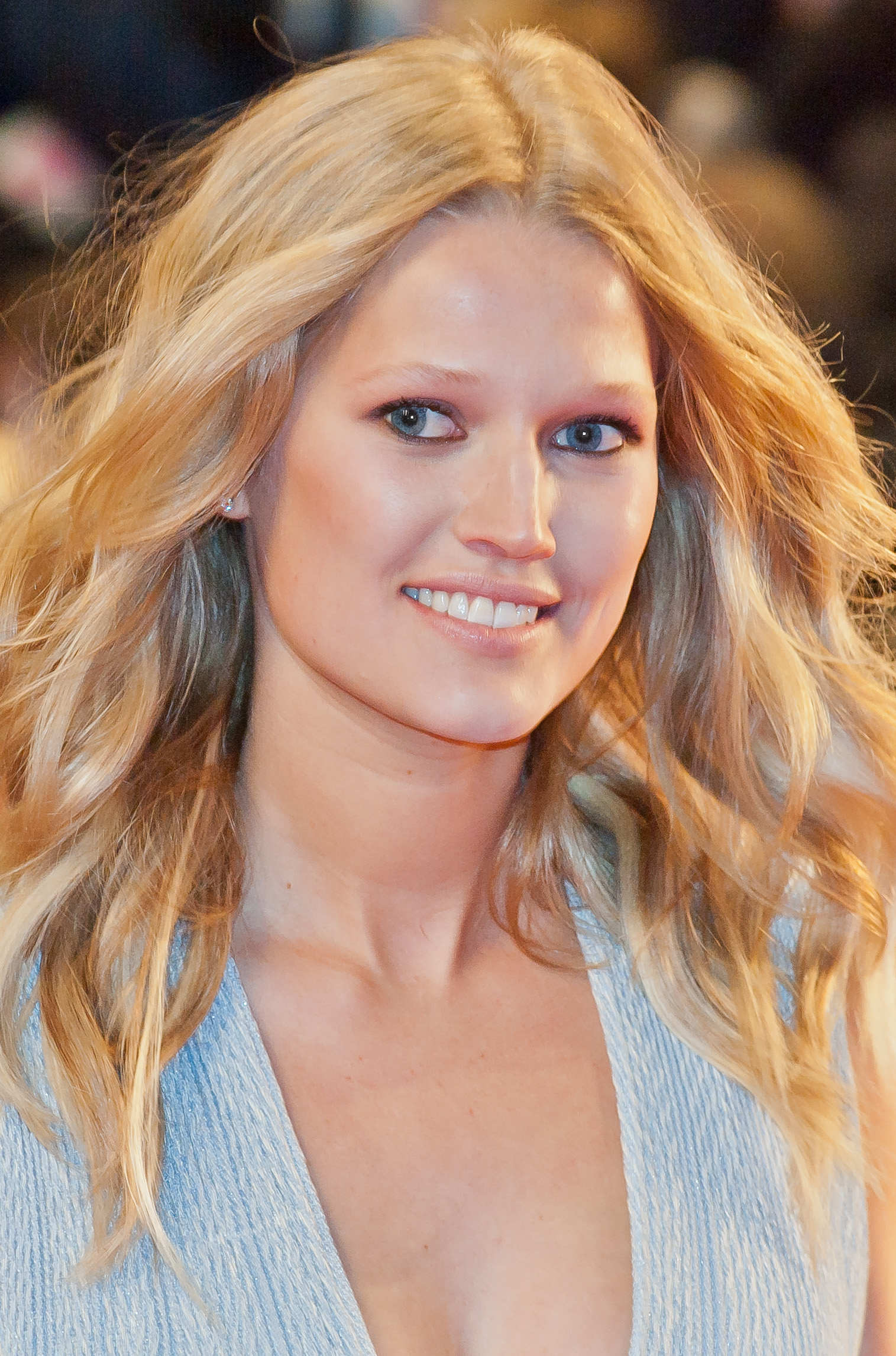
Toni Garrn (2015)

Antonia „Toni“ Garrn (* 7. Juli 1992 in Hamburg) ist ein deutsches Model.

## Leben
Garrn wuchs in Hamburg, London und Athen auf. Sie wurde in Hamburg bei einem Fanfest zur Fußball-Weltmeisterschaft 2006 von Modelwerk entdeckt. Der internationale Durchbruch gelang ihr im Jahr darauf, als sie exklusiv für Calvin Klein gebucht wurde. Die Kampagnen für Calvin Klein und CK Jeans erschienen 2008. Nach ihrem Abitur am Gymnasium Ohlstedt in Hamburg bezog sie auch einen Wohnsitz in New York City, um dort professionell als Model zu arbeiten. Sie war in Kampagnen für Burberry, Chloé, Closed, Dior, Donna Karan, Etro, Emporio Armani, Fendi, Hugo Boss, Jill Stuart, Jil Sander, Prada und Versace zu sehen.
Im Herbst 2008 war sie bei den Kollektionspremieren in Mailand, Paris und New York für 54 Modenschauen gebucht. Im November 2011 lief sie erstmals für Victoria’s Secret bei der Victoria’s Secret Fashion Show in New York mit. Außer als Laufsteg-Model war sie auch in Modefotostrecken in Zeitschriften wie Vogue, Harper’s Bazaar und W zu sehen, sowie auf den Covern von Numéro und der deutschen, italienischen und russischen Vogue. Unter den Fotografen waren Steven Meisel, Peter Lindbergh, Karl Lagerfeld, Manfred Baumann, Paolo Roversi, David Sims, Mario Sorrenti, Miles Aldridge und Steven Klein.
Auf der Website „models.com“ wurde Garrn im März 2010 auf Platz 11 der wichtigsten Models weltweit geführt. Ab 2012 arbeitete sie unter anderem für L’Oréal Paris. Im März 2015 machte sie Werbung für ein  Parfüm von Jil Sander. Seit Juli 2014 ist Garrn Botschafterin der Bewegung Girls get Equal des Kinderhilfswerks Plan International. Sie unterstützt das Werk seit 2008: Mit sechzehn Jahren übernahm sie ihre erste Patenschaft für ein Mädchen in Vietnam. Gemeinsam mit Plan International gründete sie 2016 die Stiftung Toni Garrn Foundation, die Initiativen zur Mädchenbildung in Afrika unterstützt. Sie engagiert sich als Mitglied der Initiative Weitblick für einen weltweit gerechteren Bildungszugang.
Garrn führte von 2013 bis 2014 eine Beziehung mit Leonardo DiCaprio. Von 2015 bis 2016 war sie mit dem US-Basketballspieler Chandler Parsons liiert. Im Dezember 2019 verlobte sich Garrn mit dem britischen Schauspieler Alex Pettyfer, mit dem sie ab Anfang 2019 eine Beziehung führte. Im Oktober 2020 heirateten sie in Hamburg. Im Juli 2021 bekamen sie eine Tochter. Im April 2023 gab das Paar seine Trennung bekannt. Garrn wohnt in Hamburg-Winterhude.

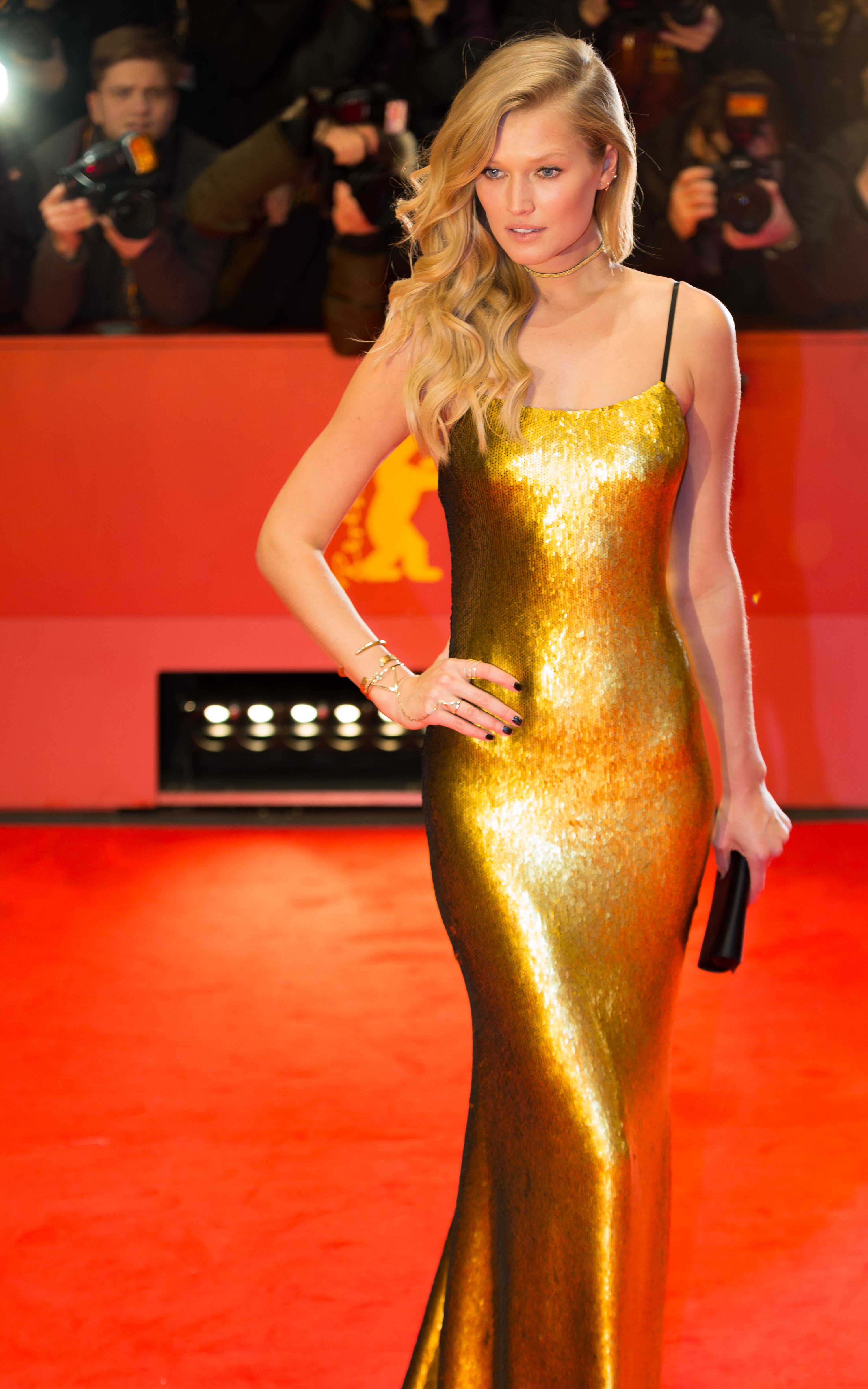
Toni Garrn (2017)

Garrn war 2016, 2019 und 2020 Gastjurorin bei Germany’s Next Topmodel.

## Auftritte in Film und Fernsehen
- 2017: Under the Bed
- 2017: You Are Wanted (Fernsehserie)
- 2017: Edge of the Blade (alternativer Titel: Oscar Pistorius: Blade Runner Killer)
- 2018: La cintura (Musikvideo)
- 2018: Head Full of Honey
- 2019: Berlin, I Love You
- 2019: Spider-Man: Far From Home
- 2019: Rather Be Alone (Musikvideo)
- 2020: In Your Eyes (Musikvideo)
- 2021: Crisis
- 2021: One More Time (Musikvideo)
- 2021: Warning